# Argus II

Бионические глаза иногда используются для помощи слабовидящим. На схеме показано, как работает этот процесс. Первоначально пациенту вживляют имплантат в сетчатку. Надетые очки имеют миниатюрные камеры в линзах, которые затем посылают сигналы на имплантированный чип, расположенный в сетчатке. Затем чип преобразует эти сигналы в электрические импульсы, которые затем могут быть отправлены в зрительный нерв и обработаны как изображение в мозгу.

 Протез сетчатки Argus, также известный как бионический глаз, — электронный имплантат сетчатки, выпускаемый американской компанией Second Sight. Он предназначен, прежде всего, для улучшения зрения людей с тяжелой формой наследственного заболевания пигментный ретинит. В марте 2011 года версия системы Argus II была одобрена для клинического и коммерческого использования в Европейском Союзе. В феврале 2013 года Argus II стал первым коммерческим зрительным протезом, который был одобрен в Food and Drug Administration (FDA) для использования в США.
Система восстанавливает низкие уровни зрения функционально слепым пациентам. Лучшие визуальные результаты остроты зрения в клинических испытаниях были 20/1260 и наблюдались значительные улучшения в мобильности и обнаружении объектов. Кроме того, в 11 из 30 исследований субъекты испытали негативные эффекты во время клинических испытаний, но все они были устранены и аппарат оставался функционирующим во всех случаях. В коммерческих устройствах, частота побочных эффектов, таких как эрозия конъюнктивы, как сообщается, будет намного ниже. По состоянию на 2013 год, Argus II имеет удельную стоимость около 100 тыс. $.

## Эффекты
К марту 2014 года система Argus II была имплантирована более чем 80 пациентам в ходе клинических испытаний и коммерческого внедрения. Лучшим результатом из числа достигнутых применением устройства в клинических испытаниях было острота зрения 20/1260; слепота определяется как больше чем 20/500 по определению Всемирной организации здравоохранения либо как 20/200 в США. Таким образом, в то время как зрение улучшилось ни одного случая реальной правовой слепоты не было устранено с помощью устройства. В коммерческой версии устройства была зарегистрирована лучшая острота зрения (20/1000). Хотя система не поднимает зрение пациентов выше порога слепоты, она дает значительные улучшения в пространственной ориентации и мобильности. В некоторых случаях Argus II может восстановить достаточно зрения, чтобы позволить слепым пользователям читать буквы, набранные крупным шрифтом. Протез сетчатки Argus, кроме того, продолжает безопасно функционировать в течение многих лет после имплантации.

## Дизайн
Argus II предназначен в первую очередь для лечения страдающих пигментным ретинитом, генетической глазной болезнью, которая затрагивает около 1,5 миллиона человек во всем мире. Устройство состоит из двух основных элементов — имплантата сетчатки и внешней системы, состоящей из вмонтированной в очки камеры в комбинации с небольшим процессором. Камера записывает изображения в реальном времени, которые обрабатываются и отправляются по беспроводной сети имплантату с помощью встроенного видеопроцессора. Имплантат использует 60 электродов, чтобы стимулировать оставшиеся здоровые клетки сетчатки пациента и отправить визуальную информацию в зрительный нерв, таким образом восстанавливая способность различать свет, движение и формы.

## Статус
Argus II получил одобрение для использования в коммерческой деятельности Европейского Союза в марте 2011 года. Это было первоначально доступно ограниченному ряду клиник Франции, Германии, Италии, Нидерландов, Великобритании и Саудовской Аравии и имело рыночную цену в ЕС в 115 тыс. $. В феврале 2013 года FDA одобрил Argus II для «гуманитарного использования устройства», разрешив его использование для 4000 американских пациентов в год. В августе 2013 года «Second Sight» объявил, что возмещение выплат по Argus II было одобрено для слепых получателей Medicare в США. Argus II был официально запущен в США в январе 2014 года.

## История
Протез сетчатки Argus II был разработан Марком Хумаюном (англ. Mark Humayun) из «USC Eye Institute». Научно-исследовательские проекты Хумаюна сосредоточиваются на лечении сложных заболеваний глаз за счет внедрения передовых технологий.
Производитель имплантата, компания «Second Sight», был основан в Сильмаре, Калифорния, в 1998 году, хотя исследования начались ещё в 1991 году. Первая версия протеза, Argus I, был разработана в 2002 году и клинически протестирована на шести пациентах. Вторая версия, Argus II, была впервые опробована в Мексике в 2006 году. После этого клиническое исследование 30 пациентов было проведено в 10 медицинских центрах Европы и США.
Летом 2017 года имплантат установлен пациенту в России.

### Argus II в России
30 июня в НИЦ офтальмологии ФГБОУ ВО РНИМУ имени Н. И. Пирогова, созданном на базе Научно-клинического центра оториноларингологии ФМБА Минздрава РФ, была проведена операция по имплантации киберсетчатки, являющейся частью системы бионического зрения. 59-летний житель Челябинска, который потерял зрение много лет назад из-за наследственного дегенеративного заболевания глаз, снова смог видеть.
22 декабря 2017 года в НИЦ офтальмологии ФГБОУ ВО РНИМУ имени Н. И. Пирогова была проведена вторая операция по вживлению бионического имплантата Argus II. Пациентом стала 57-летняя женщина из Челябинска с дефектами слуха и зрения.